# Helikokonidium

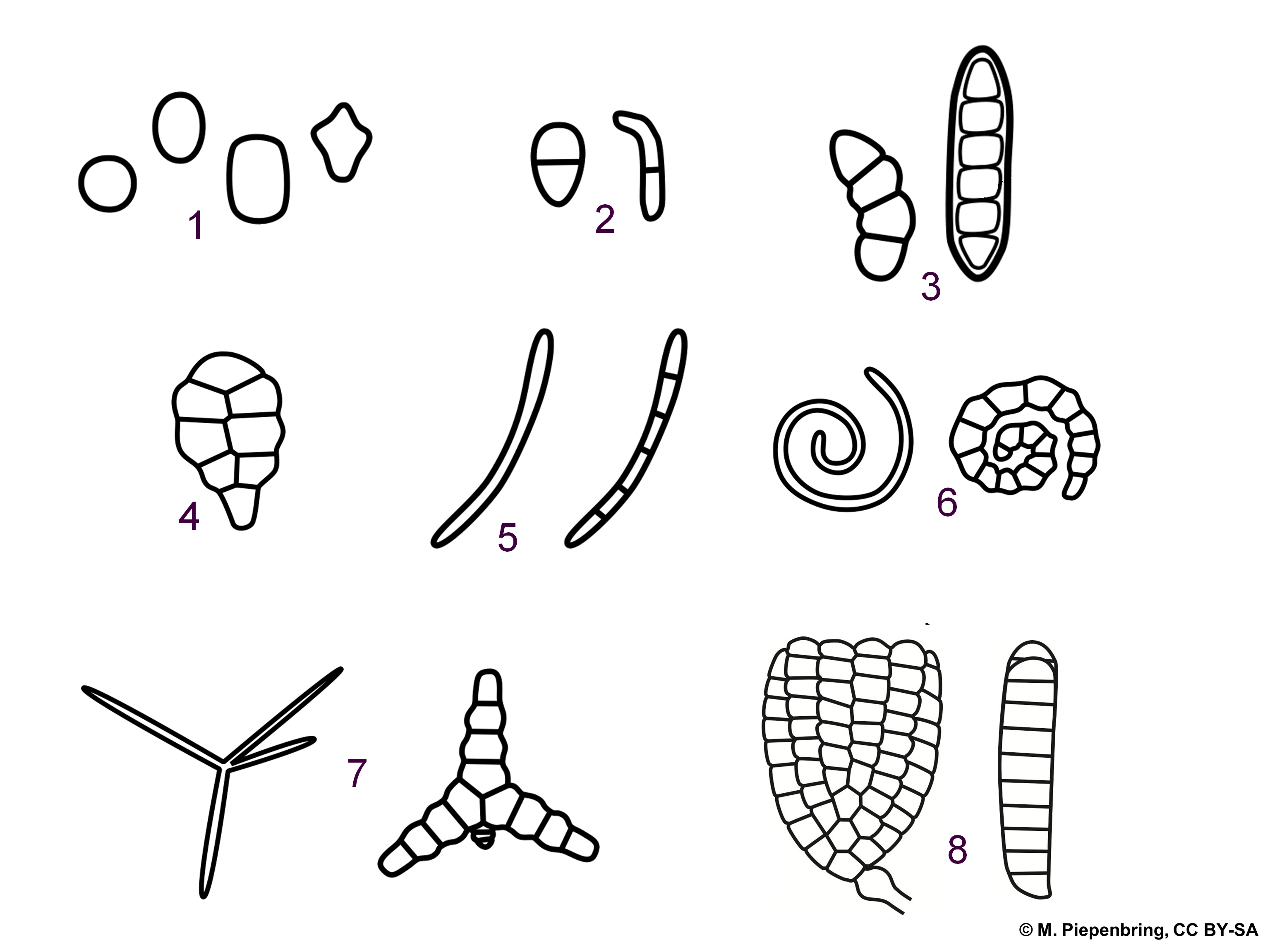
Typy konidiów wg P. A. Saccardo: 1 – amerokonidia, 2 – didymokonidia, 3 – fragmokonidia, 4 – diktiokonidia, 5 – skolekokonidia, 6 – helikokonidia, 7,8 – staurokonidia

Helikokonidium, helikospora – zarodnik konidialny, którego oś skręcona jest o więcej, niż o 180° (zarodniki o mniej skręconej osi to skolekokonidia). Helikokonidia mogą być jedno- lub wielokomórkowe, mogą mieć jedną lub kilka osi, mogą też być ślimakowato wygięte. Ich morfologia  ma znaczenie przy mikroskopowej identyfikacji niektórych gatunków grzybów.
Helikokonidia to jeden z siedmiu typów konidiów wyróżnionych przez P.A. Saccardo. Podjął on próbę klasyfikacji zarodników w oparciu o ich cechy morfologiczne.